# Didier Plaschy
Didier Plaschy (ur. 2 maja 1973 w Varen) – szwajcarski narciarz alpejski. Najlepsze wyniki w Pucharze Świata osiągnął w sezonie 1999/2000, kiedy to zajął 28. miejsce w klasyfikacji generalnej. Startował w slalomie na mistrzostwach świata w Sierra Nevada, mistrzostwach świata w Sankt Anton oraz w slalomie i slalomie gigancie na mistrzostwach świata w Vail, lecz nie ukończył żadnej konkurencji. Zajął także 12. miejsce w slalomie na Igrzyskach w Nagano.

## Sukcesy

### Puchar Świata

#### Miejsca w klasyfikacji generalnej
- 1994/1995 – 139.
- 1996/1997 – 109.
- 1997/1998 – 61.
- 1998/1999 – 29.
- 1999/2000 – 28.
- 2000/2001 – 115.

#### Miejsca na podium
1. Kitzbühel – 24 stycznia 1999 (slalom) – 3. miejsce
2. Vail – 23 listopada 1999 (slalom) – 1. miejsce
3. Kranjska Gora – 21 grudnia 1999 (slalom) – 1. miejsce